# Holoenzim
En bioquímica, un holoenzim és un enzim format per un apoenzim i un cofactor. En molts enzims, és necessari que hi hagi present el cofactor perquè pugui dur-se a terme l'activitat catalítica. També pot referir-se a la forma completa o funcional d'un enzim amb diferents subunitats proteiques.